# ژلیکو پتروویچ
ژلیکو پتروویچ (مونته‌نگروئی: Željko Petrović؛ زادهٔ ۱۳ نوامبر ۱۹۶۵) یک بازیکن فوتبال اهل مونته‌نگرو و سرمربی کنونی تیم ملی فوتبال عراق است. وی همچنین در تیم ملی فوتبال یوگسلاوی بازی کرده است.